# Mário de Carvalho
Mário Costa Martins de Carvalho GOSE • GCIH (Lisboa, 25 de Setembro de 1944) é um romancista, contista, dramaturgo e argumentista português.

## Biografia
Mário de Carvalho nasceu numa família do Sul de Portugal. A reminiscência do Alentejo está presente  em vários passos da sua obra, mas Lisboa é o lugar privilegiado dos seus textos. A sua prisão pela PIDE, polícia política Salazarista foi um choque duríssimo que o levaria desde muito cedo à resistência contra o regime.
Já no Liceu Camões foi aluno de Mário Dionísio e colega de turma de João Aguiar e Eduardo Prado Coelho.
A partir das greves estudantis de 1961-1962, desenvolveu actividade nas associações académicas e cineclubes, até à sua licenciatura pela Faculdade de Direito de Lisboa, em 1969.
Em 1971, devido à resistência clandestina antifascista (Partido Comunista Português) foi preso pela polícia política durante a instrução militar. Submetido a onze dias de privação do sono, acabou por cumprir catorze meses de prisão nas cadeias políticas de Caxias e Peniche. Essa situação encontra-se dramatizada filme de José Barahona «Quem é Ricardo?».
Saiu ilegalmente de Portugal em 1973 e exilou-se em Lund, na Suécia, onde tinha família, tendo obtido asilo político já nas vésperas da Revolução de Abril.
Regressado a Portugal, após um agitado envolvimento político, dedicou-se a uma advocacia de causas, nomeadamente sindicais e de inquilinato.
Integrou a direcção da Associação Portuguesa de Escritores, durante as presidências de David Mourão-Ferreira (1984-1986)  e Óscar Lopes (1986-88).
Foi professor convidado da Escola Superior de Teatro e Cinema e da Escola Superior de Comunicação Social durante vários anos. Orientou pós-graduações em escrita de teatro na Faculdade de Letras da Universidade de Lisboa e várias oficinas de escrita de ficção. É pai das escritoras Rita Taborda Duarte e Ana Margarida de Carvalho.

## Vida profissional como escritor
Em 1981 publicou, Contos da Sétima Esfera, que mereceram do crítico João Gaspar Simões a classificação de «surpreendente, desconcertante, inclassificável na tradição portuguesa».
Seguiram-se os Casos do Beco das Sardinheiras, O Livro Grande de Tebas, Navio e Mariana e A Inaudita Guerra da Avenida Gago Coutinho.
«Os Alferes» apresenta de uma forma crua e desapiedada, não isenta de ironia, os dilemas dos jovens oficiais milicianos no teatro de uma guerra em que não acreditavam. Um dos contos foi adaptado duas vezes para cinema, por Luís Filipe Costa e Júlio Alves, e uma para teatro (Il était une fois un souslieutenant, por Otile Ehret).
A Paixão do Conde de Fróis, logo traduzido para a prestigiada editora Gallimard, decorre no século XVIII, durante a Guerra dos Sete Anos. O seu livro mais reeditado, traduzido e premiado veio a ser o romance Um Deus Passeando pela Brisa da Tarde que ficou como clássico do género, embora o autor, numa epígrafe provocatória, tenha garantido não se tratar de romance histórico. Na sequência do Prémio Pégaso de Literatura, o romance foi traduzido para inglês, francês, alemão, italiano e outras línguas, em capa dura e edições de bolso, com excelentes recensões.
Em 1995 surge o romance satírico Era Bom Que Trocássemos Umas Ideias sobre o Assunto inaugurando o género a que o autor chamou «cronovelema»  e que associa o humor à crítica aguda do quotidiano. O livro obteve um bom acolhimento na Alemanha e em França. Mário de Carvalho tem, actualmente, 21 livros publicados no estrangeiro, em 11 países, incluindo o Brasil.
A sua escrita é extremamente versátil e é impossível incluí-lo em qualquer escola ou corrente literária. Desde a crónica irónica do quotidiano à toada mais sombria, tem praticado uma grande diversidade de géneros, percorrendo vários épocas, e ecoando alguns grandes clássicos da literatura portuguesa e universal. Os seus livros têm tido sucessivas edições.
Todas as suas peças de teatro foram levadas à cena, em Portugal ou no estrangeiro. Trabalhou em argumento com os realizadores Luís Filipe Costa, José Fonseca e Costa, Solveig Nordlung, José Carlos Oliveira, Gonçalo Galvão Teles e José Barahona.
Foram-lhe atribuídos em Itália os prémios Giuseppe Acerbi (Passegia un dio nella bresa della sera) e Citá de Cassino (I sottotenenti).
A 9 de Junho de 2014 foi agraciado com o grau de Grande-Oficial da Ordem Militar de Sant'Iago da Espada.
A 22 de novembro de 2021, foi agraciado com o grau de Grã-Cruz da Ordem do Infante D. Henrique.

## Livros publicados
Entre as suas obras encontram-se:
- Contos da Sétima Esfera (contos), 1981
- Casos do Beco das Sardinheiras (contos), 1982
- O Livro Grande de Tebas, Navio e Mariana (romance), 1982 - Prémio Cidade de Lisboa
- A inaudita guerra da Avenida Gago Coutinho (contos), 1983
- Fabulário (Contos), 1984
- Contos Soltos (contos), 1986
- A Paixão do Conde de Fróis (romance), 1986 - Prémio D. Dinis
- E se Tivesse a Bondade de Me Dizer Porquê? (folhetim), em colaboração com Clara Pinto Correia, 1986
- Os Alferes (Contos), 1989
- Quatrocentos Mil Sestércios seguido de O Conde Jano (novelas), 1991 - Grande Prémio APE(Conto); Grande Prémio de Conto Camilo Castelo Branco
- Água em pena de pato (Teatro), 1991
- Um Deus Passeando pela Brisa da Tarde (romance), 1994 - Prémio de Romance e Novela da APE/IPLB; Prémio Fernando Namora; Prémio Pégaso de Literatura; Prémio Literário Giuseppe Acerbi
- Era Bom que Trocássemos Umas Ideias Sobre o Assunto (romance), 1995
- Apuros de um Pessimista em Fuga (novela), 1999
- Se Perguntarem por Mim, Não Estou seguido de Haja Harmonia (teatro), 1999 - Grande Prémio APE (Teatro)
- Contos Vagabundos (contos), 2000
- Fantasia para dois coronéis e uma piscina (romance), 2003 - Prémio PEN Clube Português Ficção, Grande Prémio de Literatura dst
- O Homem que Engoliu a Lua (infanto-juvenil), 2003
- A Sala Magenta, 2008 - Prémio Fernando Namora, Prémio Vergílio Ferreira (pelo conjunto da obra)
- A Arte de Morrer Longe, 2010
- O Homem do Turbante Verde (contos), 2011
- Quando o Diabo Reza, 2011
- Não Há Vozes, não Há Prantos (teatro), 2012
- O Varandim seguido de Ocaso em Carvangel (novela), 2012
- A Liberdade De Pátio, (contos) 2013
- Quem disser o contrário é porque tem razão, 2014
- Novelas Extravagantes, 2015
- Ronda das Mil Belas em Frol, 2016
- Cronovelemas, 2017
- Burgueses somos nós todos ou ainda menos, 2018
- O que Eu Ouvi na Barrica das Maçãs, 2019
- Epítome de Pecados e Tentações, 2020
- De Maneira que é Claro..., 2021[11] - Grande Prémio de literatura biográfica da APE (Associação Portuguesa de Escritores)[12]